# Apsuciema zalu purvs
Apsuciema zalu purvs este o arie protejată (arie specială de conservare — SAC, sit de importanță comunitară — SCI, arie de protecție specială avifaunistică — SPA) din Letonia întinsă pe o suprafață de 14,88 ha, integral pe uscat.

## Localizare
Centrul sitului Apsuciema zalu purvs este situat la coordonatele 57°03′10″N 23°19′05″E / 57.0527°N 23.3181°E.

## Înființare
Situl Apsuciema zalu purvs a fost declarat arie de protecție specială avifaunistică în decembrie 2003 pentru a proteja 2 specii de animale. Alte tipuri de protecție:
- sit de importanță comunitară (în mai 2004)
- arie specială de conservare (în mai 2004)[1][3][4]

## Biodiversitate
Situată în ecoregiunea boreală, aria protejată conține 4 habitate naturale: Mlaștini oligotrofe degradate, capabile încă de regenerare naturală, Mlaștini calcaroase cu Cladium mariscus și specii de Caricion davallianae, Mlaștini alcaline, Mlaștini împădurite.
La baza desemnării sitului se află mai multe specii protejate de  nevertebrate (2): Vertigo angustior, Vertigo geyeri
Pe lângă speciile protejate, pe teritoriul sitului au mai fost identificate 5 specii de plante.